# 조시 싱어
조시 싱어(영어: Josh Singer, 1972년 ~ )는 미국의 영화 각본가이다. 《제5계급》(2013), 《스포트라이트》(2015)의 각본을 담당했으며, 이 중 《스포트라이트》는 아카데미 각본상을 수상했다(톰 매카시 감독과 공동수상).

## 저작 목록
- 제5계급(2013)
- 스포트라이트(2015)